# Lijst van beelden in Bloemendaal
Dit is een (onvolledige) chronologische lijst van beelden in Bloemendaal. Onder een beeld wordt hier verstaan elk driedimensionaal kunstwerk in de openbare ruimte van de Nederlandse gemeente Bloemendaal, waarbij beeld wordt gebruikt als verzamelbegrip voor sculpturen, standbeelden, installaties, gedenktekens en overige beeldhouwwerken.
| Geplaatst | Omschrijving                        | Kunstenaar                                         | Straat                                   | Plaats      | Materiaal   | Afbeelding |
| --------- | ----------------------------------- | -------------------------------------------------- | ---------------------------------------- | ----------- | ----------- | ---------- |
| 1835      | Gedenknaald Brants-Hartsen          | Atelier Ch. Sigault & Zoon                         | Van Verschuer-Brantslaan                 | Bennebroek  | hardsteen   |            |
| 1888      | Het Halali                          | Alfred Jacquemart                                  | Elswoutlaan                              | Overveen    |             |            |
| 1911      | De Genestetbank                     | Louis Vreugde                                      | Brederodelaan                            | Bloemendaal | graniet     |            |
| 1916      | Gedenknaald koningin Wilhelmina     | onbekend                                           | Binnenweg                                | Bennebroek  |             |            |
| 1924      | Twee ingangssculpturen              | H.A. van den Eijnde                                | Iepenlaan                                | Bloemendaal |             |            |
| 1934      | Wethouder J.C. Laan-bank            | Anthonie Pieter Smits en Cornelis van de Linde     | Lage Duin en Daalseweg                   | Bloemendaal |             |            |
| 1935      | Helmmonument                        | Jan Havermans                                      | Zeeweg (Wethouder van Gelukpark)         | Overveen    | kalksteen   |            |
| 1937      | Reliëf Prins Bernhardbrug           | J.M. Veldheer                                      | Prins Bernhardbrug                       | Overveen    |             |            |
| 1940      | Jac. van Kempen-bank                | J.M. Veldheer en een anonieme architect            | Valckenburghlaan                         | Bloemendaal | kalksteen   |            |
| 1947      | Wenende vrouw                       | Truus Loeff-van Someren Gréve                      | Bennebroekerlaan                         | Bennebroek  | natuursteen |            |
| 1949      | De acht gedenkstenen                | Anton Lavertu                                      | Vogelenzangseduinweg                     | Bloemendaal | graniet     |            |
| 1949      | Bevrijdingsmonument                 | Katinka van Rood (maker) K.J. Aanstoot (ontwerper) | Kennemerweg                              | Bloemendaal | kalksteen   |            |
| 1964      | Liggend vrouwenfiguur               | Charlotte van Pallandt                             | Burgemeester Den Texlaan                 | Aerdenhout  |             |            |
| 1969      | Balspeler                           | Gerrit Bolhuis                                     | Teylingerweg                             | Vogelenzang |             |            |
| 1973      | Moeder en kind                      | Nic Jonk                                           | Duinlustweg / Brouwerskolkweg            | Overveen    | brons       |            |
| 1977      | Erik met vlinder                    | Mari Andriessen                                    | Thijsse's Hof, Mollaan                   | Bloemendaal | brons       |            |
| 1978      |                                     | Kees Verkade                                       | Vogelenzangseduinweg                     | Vogelenzang |             |            |
| 1978      | Europa en de stier                  | Ek van Zanten                                      | Juliana van Stolberglaan / Bellamylaan   | Aerdenhout  |             |            |
| 1980      | Hurkend kind ("Brammetje")          | F. Stapel                                          | Abraham van de Hulstlaan                 | Bennebroek  | brons       |            |
| 1982      | Zittende vrouw                      | Lia Versteege                                      | Bloemendaalseweg / Zomerzorgerlaan       | Bloemendaal | brons       |            |
| 1983      | Anton Pieck                         | Kees Verkade                                       | Cearalaan                                | Overveen    | brons       |            |
| 1984      | Troonwisseling                      | Wim Jonker                                         | Beatrixplein                             | Bennebroek  | brons       |            |
| 1984      | Balans                              | Erik van Spronsen                                  | Van Wickevoort Crommelinlaan             | Bloemendaal | cortenstaal |            |
| 1985      | Negerin met kind                    | Truus Loeff-van Someren Gréve                      | Anemonenplein                            | Bennebroek  | kalksteen   |            |
| 1986      | De roos                             | Wim Jonker                                         | De Jong Schouwenburglaan / Jaap Buijshof | Aerdenhout  |             |            |
| 1989      | Lientje van de hoek                 | Pieter van Heerden                                 | Bloemedaalseweg / Dr. Dirk Bakkerlaan    | Bloemendaal |             |            |
| 1990      | Open boek                           | Eric Claus                                         | Bennebroekerlaan                         | Bennebroek  |             |            |
| 1991      | De haan                             | Frank Letterie                                     | Graaf Willemlaan / Gravin Adahof         | Vogelenzang |             |            |
| 1991      | De Jonge Geleerde Man               | Karel Gomes                                        | Rijksstraatweg / Zwarteweg               | Bennebroek  |             |            |
| 1992      | Vliegende vogels / Rust in beweging | Frans van der Veld                                 | Julianaplantsoen                         | Bennebroek  | brons       |            |
| 1993      | Hurkende vrouw onder paraplu        | Pieter van Heerden                                 | Korte Kleverlaan                         | Bloemendaal |             |            |
| 1996      | Tombre                              | Rob Scheen                                         | Narcissenlaan / Fresialaan               | Bennebroek  | kalksteen   |            |
| 1996      | Jac. P. Thijsse                     | Jolanda Prinsen                                    | Thijsse's Hof, Mollaan                   | Bloemendaal | brons       |            |
| 1997      | Samen op weg                        | Guusje Hamelynck                                   | Bispinckpark                             | Bloemendaal |             |            |
| 1997      | Eenhoorn                            | Paul Höhner                                        | Bos en Duinlaan                          | Bloemendaal | brons       |            |
| 2002      | Spelende hond                       | Marjolijn Mandersloot                              | Zomerzorgerlaan                          | Bloemendaal |             |            |
| 2002      | Liggend veulen                      | Margot Hudig-Heldring                              | Acacialaan                               | Bloemendaal |             |            |
| 2004      | Dikke vriendinnen                   | Ad Haring                                          | Teylingerweg                             | Vogelenzang |             |            |
| 2004      | De snijbloem                        | Jan de Baat                                        | Tetterodeweg / Bloemendaalseweg          | Overveen    |             |            |
| 2008      | Alida Nelis-Jansen                  | L. van Es                                          | Dennenweg                                | Bloemendaal |             |            |
| 2008      | Holle Boom                          | Kees Verkade                                       | Duinlustweg                              | Overveen    |             |            |
|           | Vibrato                             | Rob van Berloo                                     | Hal gemeentehuis                         | Bennebroek  | marmer      |            |
|           | Obelisk                             |                                                    | Binnenweg                                | Bennebroek  |             |            |
|           | Gedenkmonument                      |                                                    |                                          | Bloemendaal |             |            |
|           | Badende vrouw                       | B. Bordens                                         | Hal gemeentehuis                         | Bennebroek  |             |            |